# Пауло Гарсес
Пауло Гарсес (ісп. Paulo Garcés, нар. 2 серпня 1984, Парраль) — чилійський футболіст, воротар клубу «О'Хіггінс» та національної збірної Чилі.

## Клубна кар'єра
У дорослому футболі дебютував 2005 року виступами за команду клубу «Універсідад Католіка», в якій провів один сезон, взявши участь лише у 3 матчах чемпіонату. 
Згодом з 2007 по 2008 рік грав на умовах оренди у складі команд «Депортес Пуерто-Монтт», мексиканського «Лобос БУАП» та чилійського «Евертона» (Вінья-дель-Мар).
Своєю грою за останню команду знову привернув увагу представників тренерського штабу клубу «Універсідад Католіка», до складу якого повернувся 2009 року. Цього разу відіграв за команду із Сантьяго наступні чотири сезони своєї ігрової кар'єри, ставши основним голкіпером команди.
До складу клубу «О'Хіггінс» приєднався 2013 року. Відтоді встиг відіграти за команду з Ранкагуа 16 матчів в національному чемпіонаті.

## Виступи за збірну
2011 року дебютував в офіційних матчах у складі національної збірної Чилі.
У складі збірної був резервним воротарем на розіграші Кубка Америки 2011 року в Аргентині.

## Титули і досягнення
- Чемпіон Чилі: 2002А, 2005К, 2010, 2012А, 2013/14А, 2015/16А
- Володар Кубка Чилі: 2012, 2016
- Володар Суперкубка Чилі: 2014

Збірні
- Переможець Кубка Америки: 2015